# 喀拉特县

所在位置

喀拉特县(乌尔都语: قلات)，巴基斯坦俾路支省南部的一个县。总面积6.62  km2 (2.6sq mi)，总人口500,000(2002年)。行政中心位于喀拉特。

## 行政区划
喀拉特县分为2个乡，分别为喀拉特乡、苏拉布乡。